# كتاب الاعتبار
كتاب الاعتبار هو كتاب من تأليف أسامة بن منقذ المتوفى 584 هـ وأيضاً يتكلم الكتاب عن الحملة الصليبية التي عايشها.
والكتاب عبارة عن مذكرات شخصية كتبها ابن منقذ بعد أن تجاوز الثمانين من عمره.